# Placas de las misiones Apolo

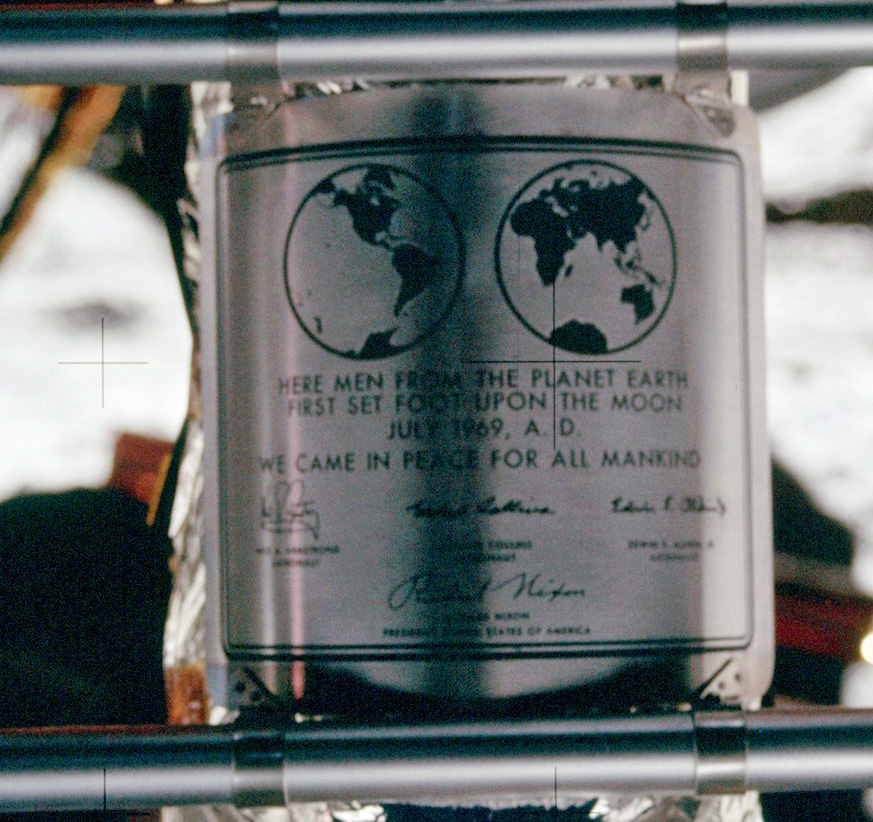
La placa del Apolo 11, del módulo lunar Eagle, lleva las firmas de Neil Armstrong, Michael Collins, Buzz Aldrin y el presidente estadounidense Richard M. Nixon.

Las placas de las misiones Apolo son unas placas conmemorativas de acero inoxidable que miden 22,9 por 19,4 centímetros adheridas a las escaleras de las etapas de descenso de los módulos lunares Apolo de los Estados Unidos, del Apolo 11 al Apolo 17, para dejarlas permanentemente sobre la superficie lunar.

## Diseño
Fueron originalmente sugeridas y diseñadas por el jefe de servicios técnicos de la NASA, Jack Kinzler, quien supervisó su producción por Nelson-Miller, Inc. en Los Ángeles, California. Todas las placas llevan facsímiles de las firmas de los astronautas participantes razón por la cual se hicieron dos placas para el Apolo 13, debido al reemplazo dos días antes del lanzamiento del piloto del módulo de comando Thomas K. Mattingly II por John Swigert, debido a que el primero estaba contagiado por rubeola. El comandante de la misión James Lovell debía haber colocado la placa con el nombre de Swigert sobre la original ya fijada al módulo Aquarius, cuando descendió la escalera para caminar sobre la Luna. Cuando se abortó el aterrizaje, Lovell guardó esta placa para tenerla como recuerdo y permanece en su poder. La placa original que llevaba el nombre de Mattingly fue destruida en la reentrada del Aquarius en la atmósfera terrestre.

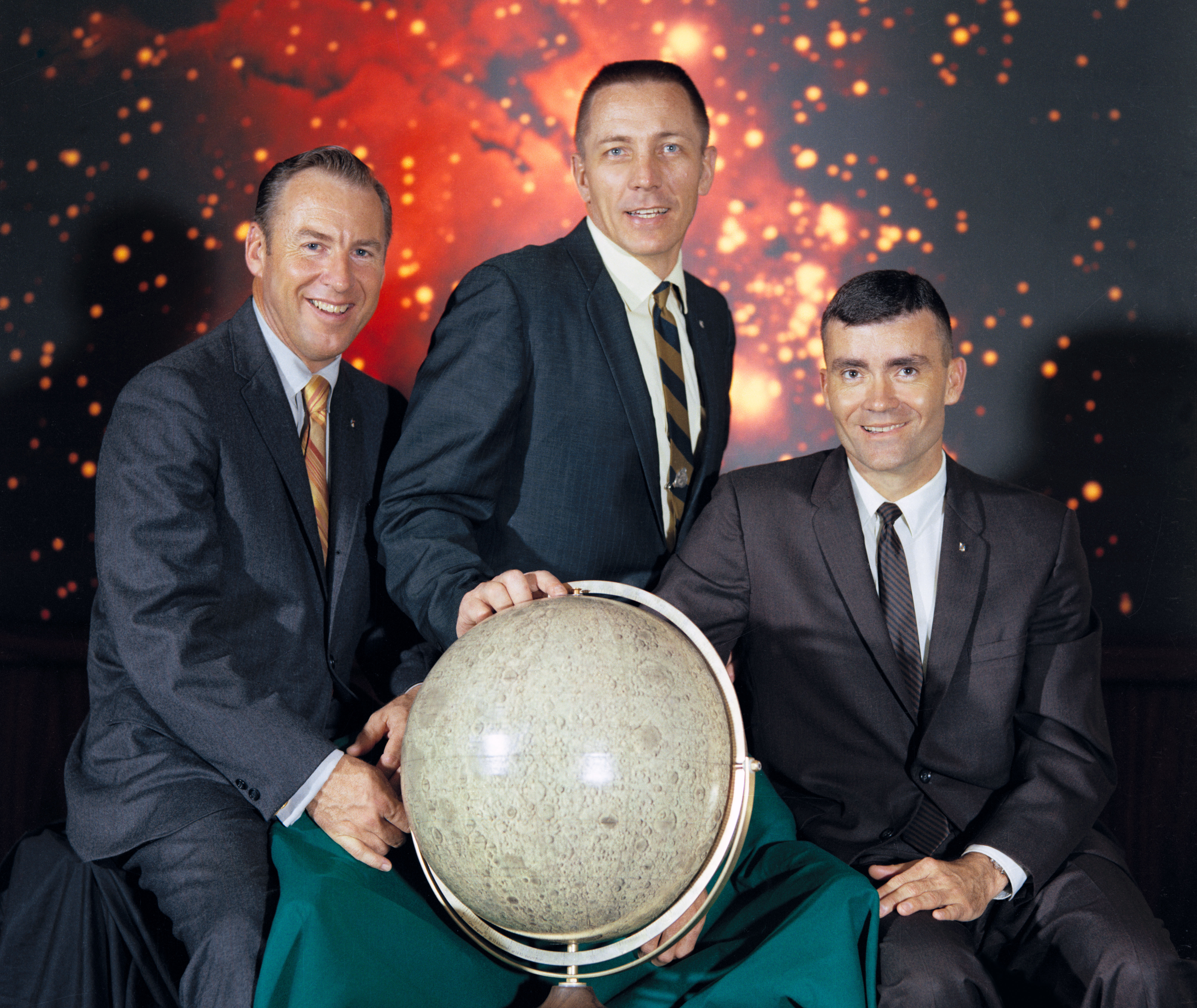
De izquierda a derecha: Lovell, Swigert y Haise

La primera (Apolo 11) y la última (Apolo 17) placa llevan un facsímil de la firma de Richard Nixon, presidente de los Estados Unidos, junto con referencias al inicio y finalización de las «primeras exploraciones del hombre en la Luna» y expresiones de «paz para toda la humanidad».
Todas, excepto la placa del Apolo 12 (que también tiene una textura diferente), tienen imágenes de los dos hemisferios terrestres y la del Apolo 17 lleva una representación del globo lunar además del de la Tierra. Las utilizadas en las misiones 13 a 16 llevan el distintivo de identificación del módulo lunar de cada una de las misiones. Todas ellas quedaron en la Luna, excepto las dos de la misión abortada Apolo 13 que no alunizó.
La autoría del texto sobre la placa lunar del Apolo 11 se atribuye, en parte, a James C. Humes, redactor de discursos del presidente Nixon y de otros cuatro presidentes. William Safire y Pat Buchanan también trabajaron en la redacción de la placa.

## Inscripciones en las placas

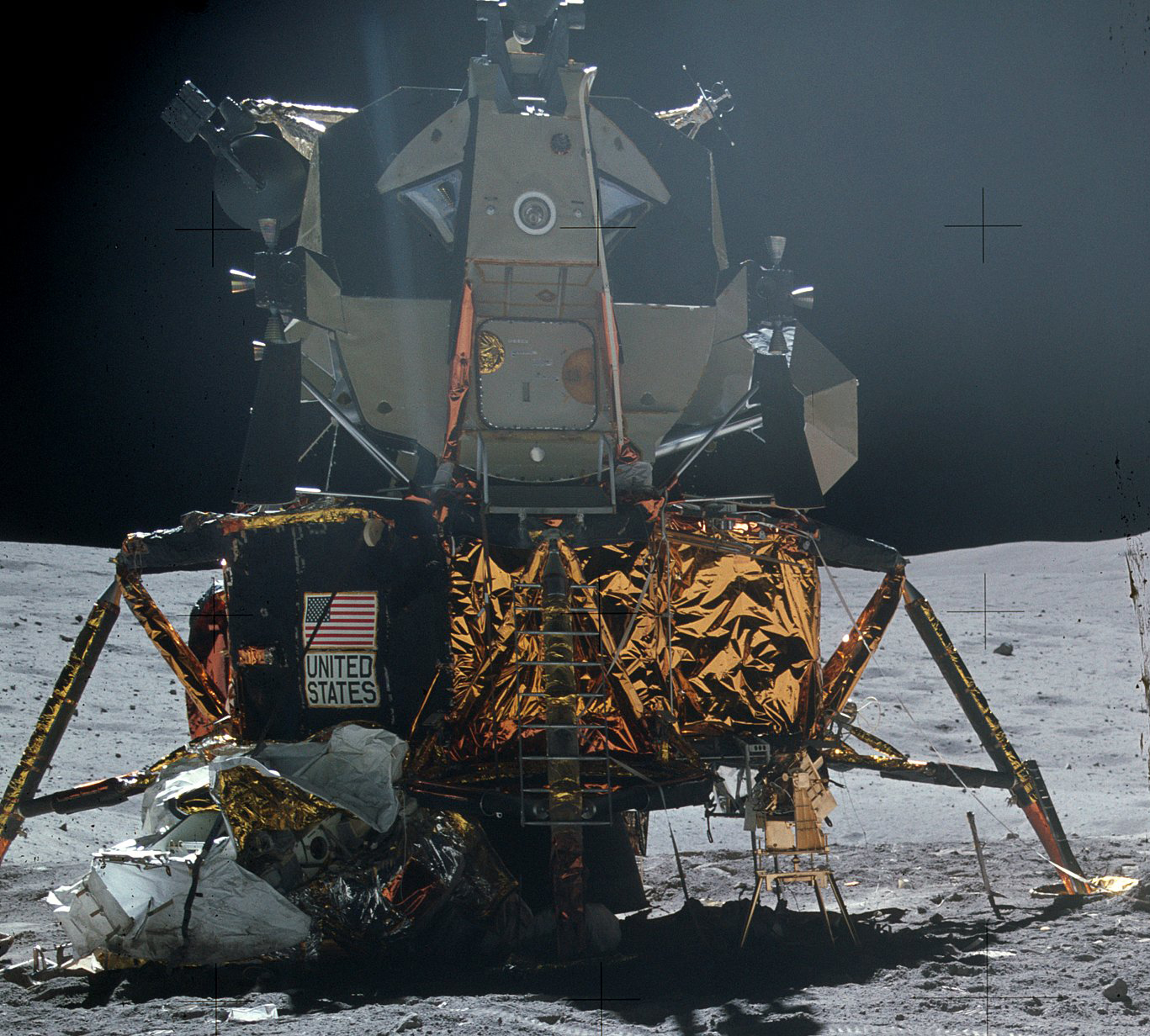
Módulo lunar Apolo 16

- Inscripción en la placa del Apolo 11: Here men from the planet Earth first set foot upon the Moon July 1969, A.D. We came in peace for all mankind («Aquí los hombres del planeta Tierra pisaron por primera vez la Luna en julio de 1969 d. C. Vinimos en paz para toda la humanidad»), en letras mayúsculas. La frase «Vinimos en paz para toda la humanidad» se deriva de la declaración de política y propósito de la Ley Nacional de Aeronáutica y del Espacio de 1958:

«El Congreso declara por la presente que la política de los Estados Unidos es que las actividades en el espacio se dediquen a fines pacíficos en beneficio de toda la humanidad».

Firmas: Neil A. Armstrong; Michael Collins; Edwin E. Aldrin, Jr.; y Richard Nixon.
- Inscripción en la placa del Apolo 12: Apollo 12 November 1969 («Apolo 12 de noviembre de 1969»). Firmas: Charles Conrad, Jr.; Richard F. Gordon, Jr.; Alan L. Bean)
- Inscripción en la placa del Apolo 13: Apollo 13 Aquarius April 1970 («Apolo 13 Acuario,  Abril de 1970»). Firmas en la placa original, atornillada a la escalera del módulo lunar: James A. Lovell; Thomas K. Mattingly II; Fred W. Haise. Se tuvo que hacer una placa adicional para el Apolo 13 debido al reemplazo de un miembro de la tripulación.
- Inscripción en la placa del Apolo 14: Apolo 14 Antares Februery 1971 («Apolo 14 Antares, febrero de 1971»). Firmas: Alan B. Shepard, Jr.; Stuart A. Roosa; Edgar D. Mitchell.
- Inscripción en la placa del Apolo 15: Apollo 15 Falcon July 1971 («Apolo 15 Halcón, julio de 1971») Firmas: David R. Scott; Alfred M. Worden; James B. Irwin)
- Inscripción en la placa del Apolo 16: Apolo 16 Orion April 1972 («Apolo 16 Orión, abril de 1972»). Firmas: John W. Young; Thomas K. Mattingly II; Charles M. Duke, Jr.
- Inscripción en la placa del Apolo 17: Here man completed his first explorations of the Moon December 1972, A.D.  May the spirit of peace in which we came be reflected in the lives of all mankind («Aquí el hombre completó sus primeras exploraciones de la Luna en diciembre de 1972 d. C. Que el espíritu de paz con el que vinimos se refleje en la vida de toda la humanidad»), en letras mayúsculas. Firmas: Eugene A. Cernan; Ronald E. Evans; Harrison H. Schmitt; Richard Nixon.

## Galería de imágenes

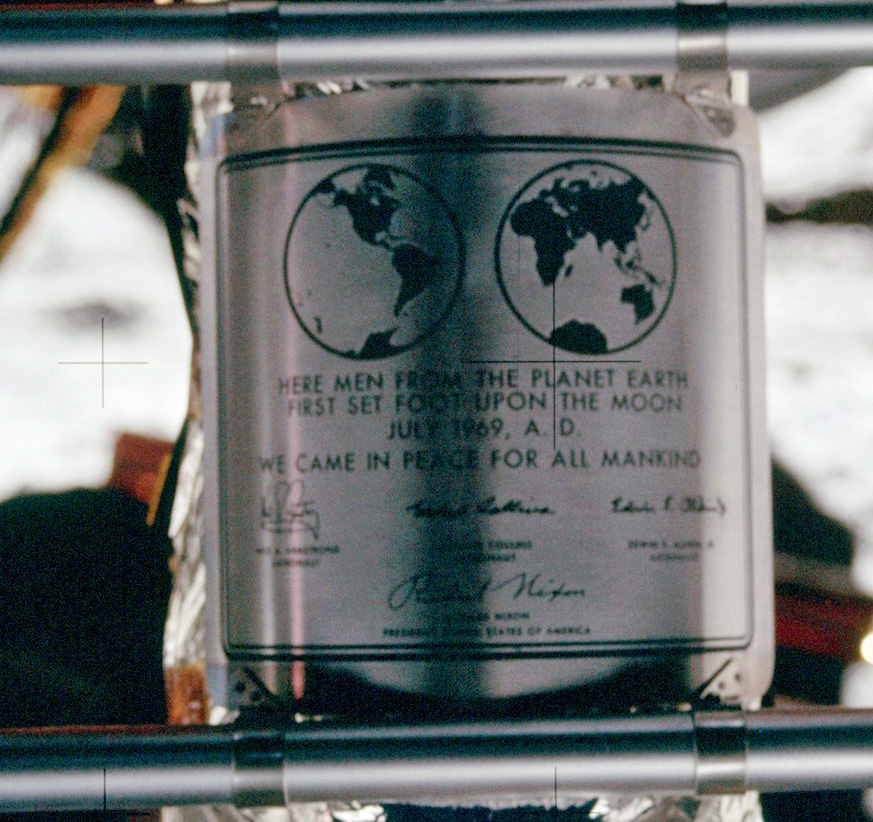
Placa del Apolo 11, fotografiada por Neil Armstrong desde la Base Tranquilidad de la superficie lunar.
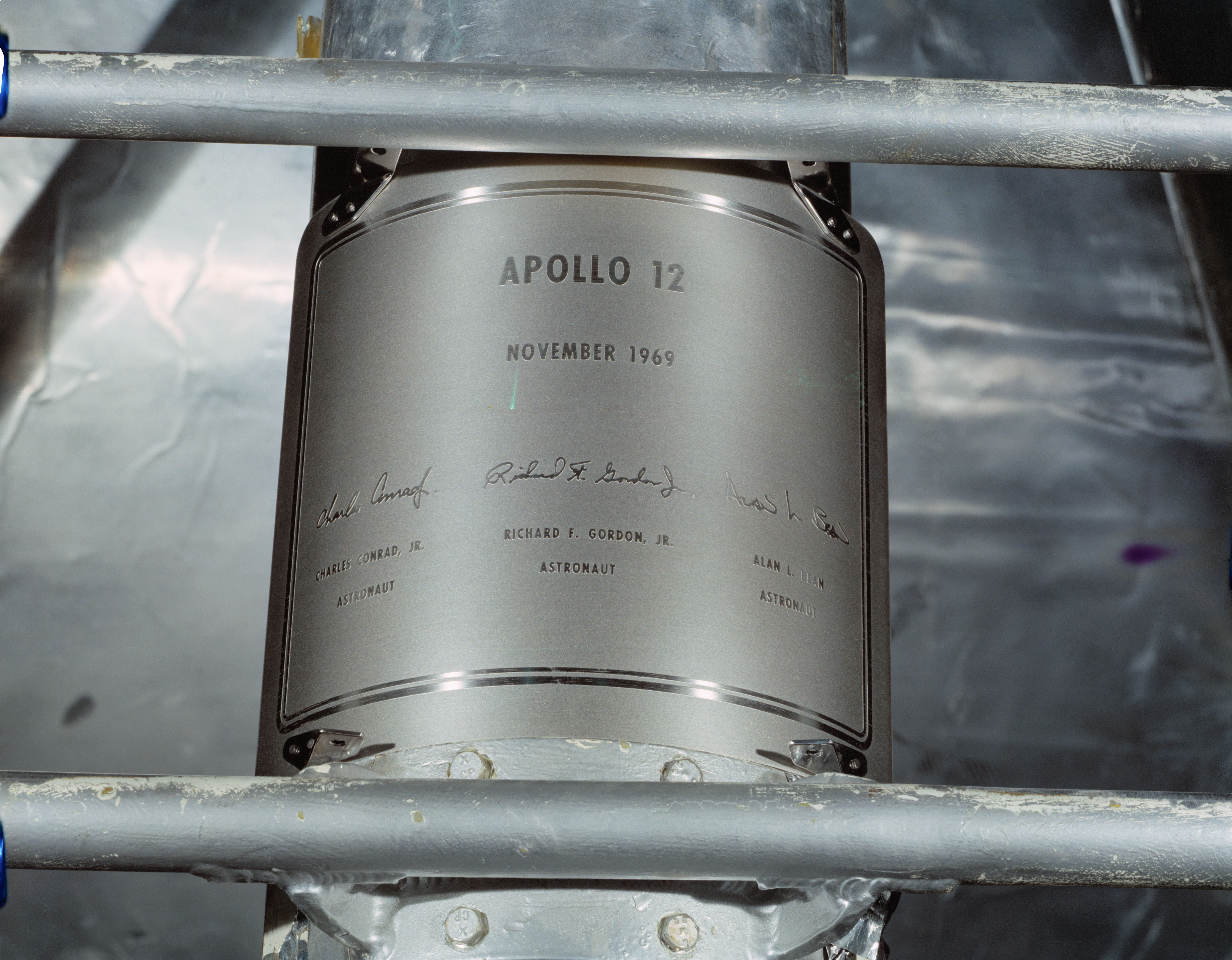
Réplica de la placa del Apolo 12.
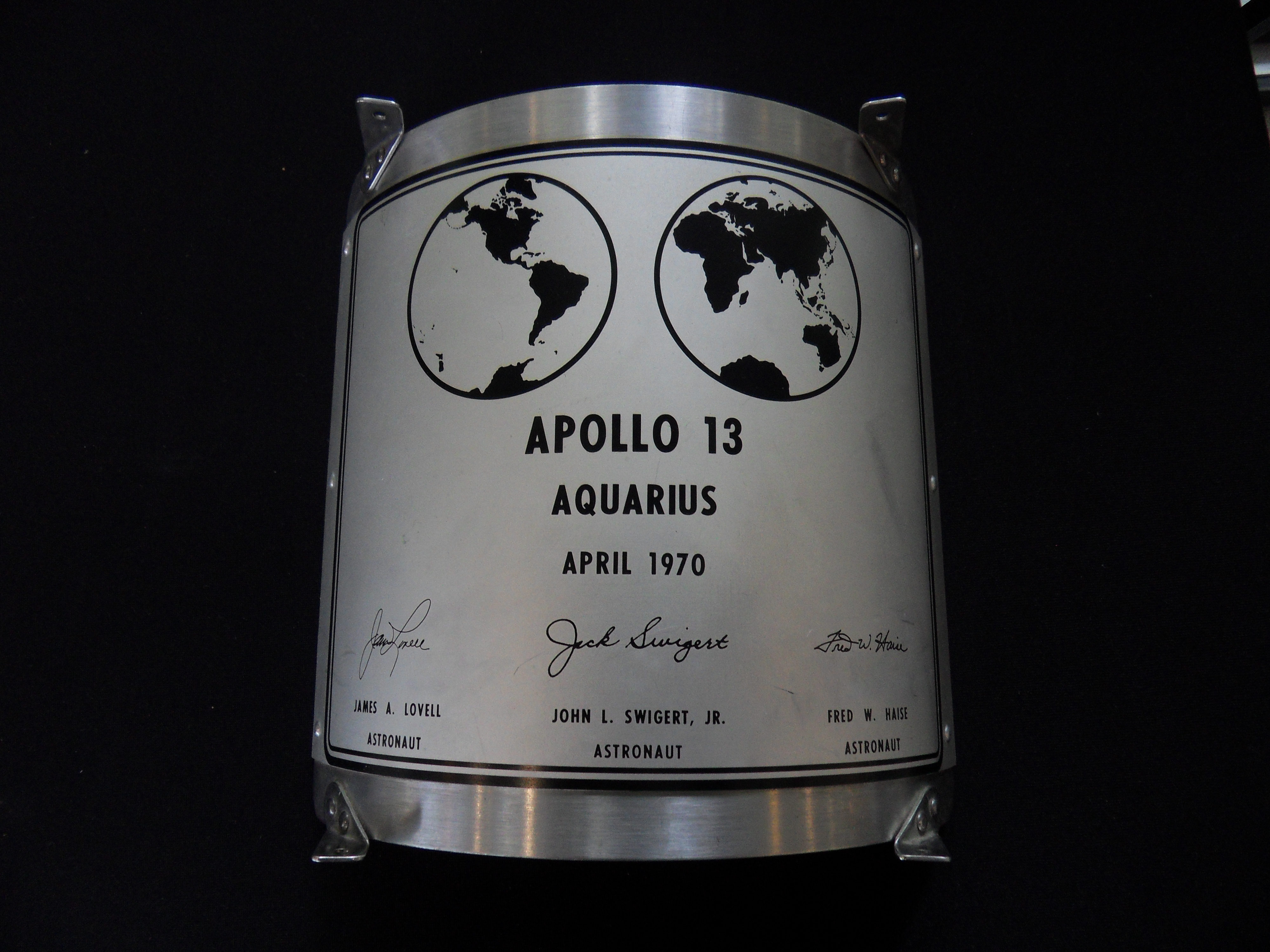
Réplica de la placa de reemplazo del Apolo 13, con la firma de Swigert en lugar de la de Mattingly; James Lovell conserva la original.
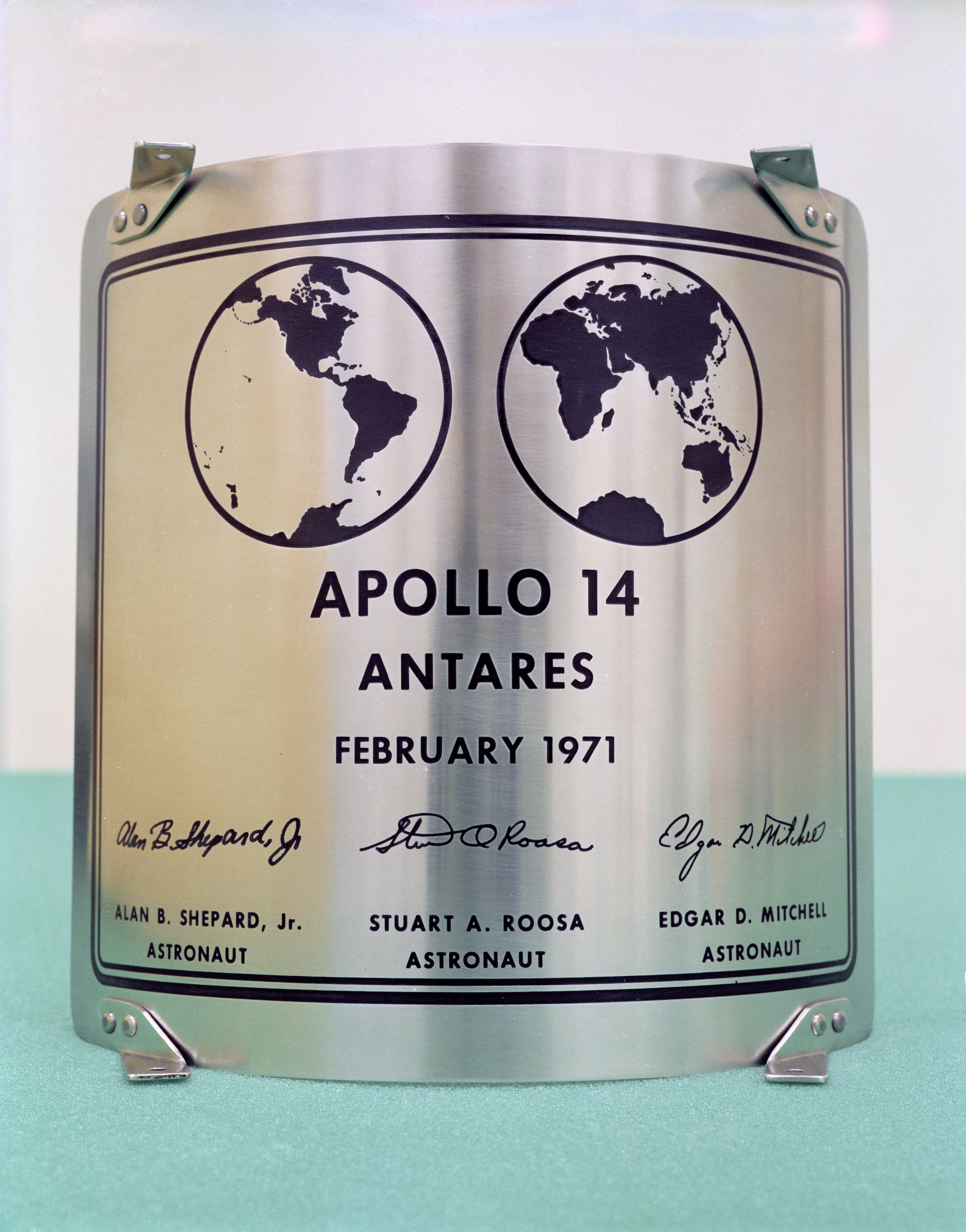
Placa del Apolo 14.
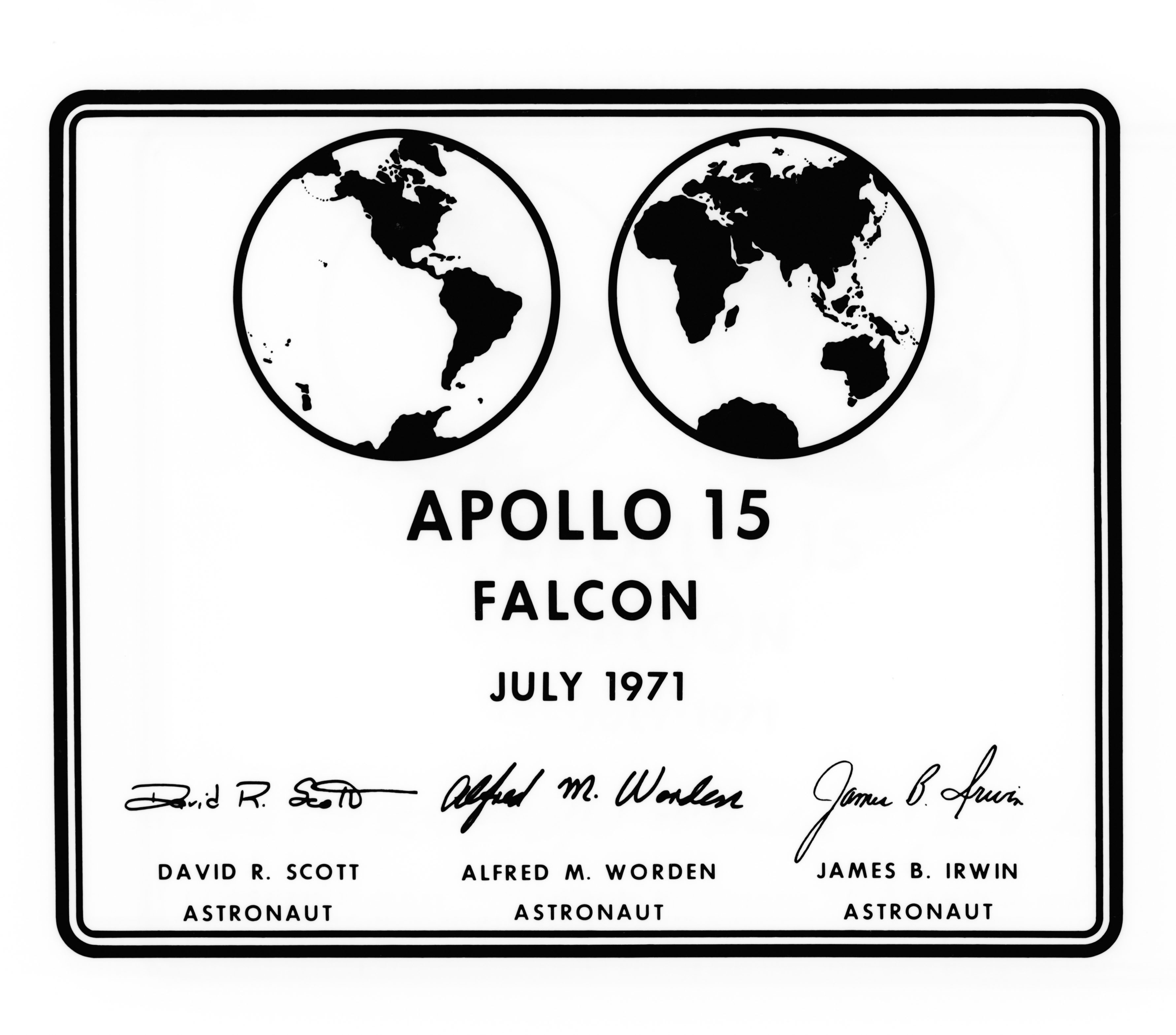
Huella de la placa del Apolo 15.
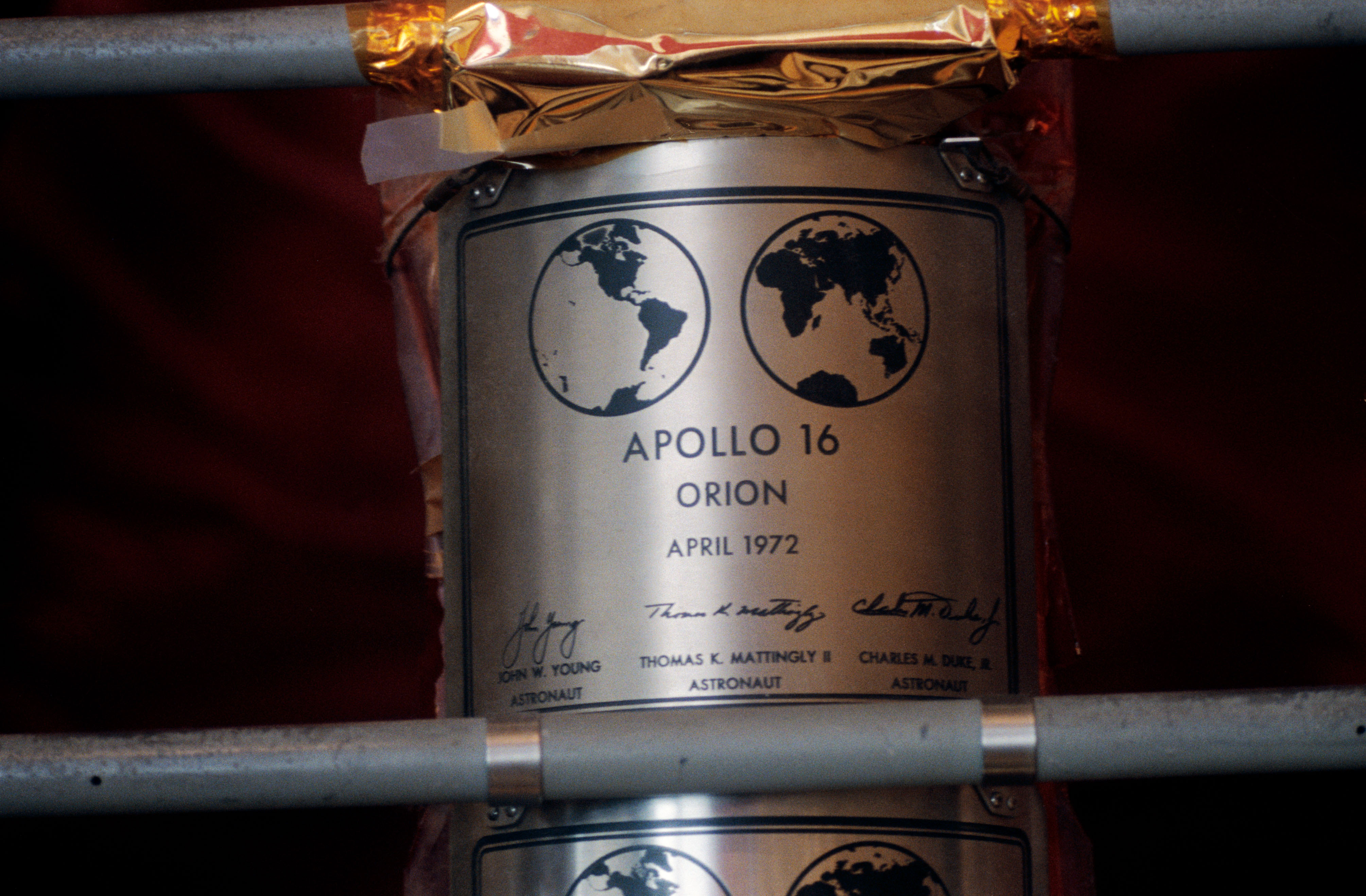
Placa del Apolo 16.
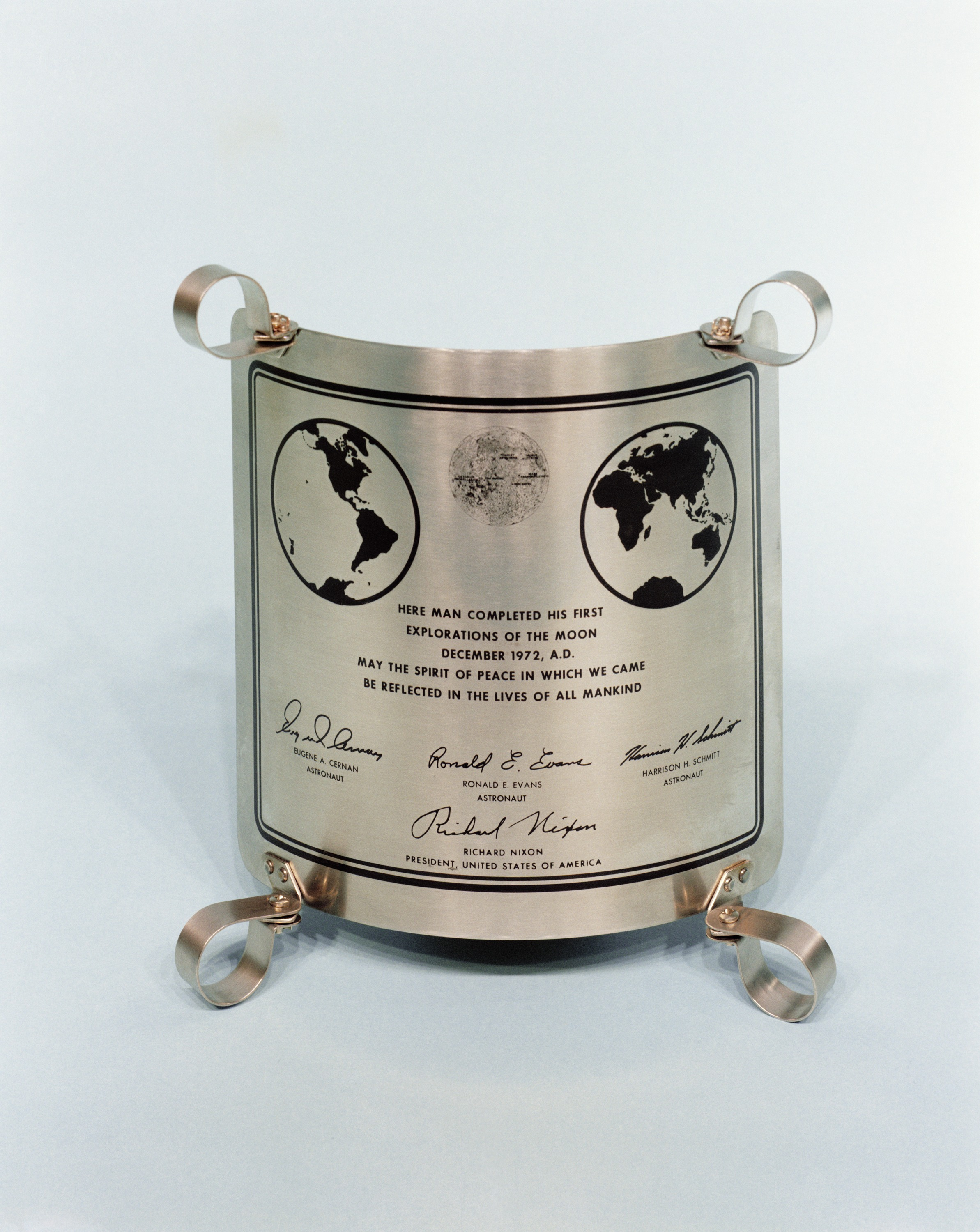
Placa del Apolo 17.